# Proplatygaster rufipes
Proplatygaster rufipes är en stekelart som beskrevs av Jean-Jacques Kieffer 1904. Proplatygaster rufipes ingår i släktet Proplatygaster och familjen gallmyggesteklar. Inga underarter finns listade i Catalogue of Life.